# Canale
Canale es una localidad y comune italiana de la provincia de Cuneo, región de Piamonte, con 5.619 habitantes.

## Demografía
| Gráfica de evolución demográfica de Canale entre 1861 y 2001 |
|                                                              |
| Fuente ISTAT - elaboración gráfica de Wikipedia              |